# أندرياس باك
أندرياس باك (بالألمانية: Andreas Buck)‏ (29 ديسمبر 1967 غايزلينغن آن در اشتايغه ألمانيا - ) هو لاعب كرة قدم ألماني يلعب كلاعب وسط.

## روابط خارجية
- أندرياس باك على موقع قاعدة بيانات كرة القدم.إي يو (الإنجليزية)
- أندرياس باك على موقع بيانات كرة القدم. دي إي (الألمانية)
- أندرياس باك على موقع عالم كرة القدم.نت (الإنجليزية)